# Ronald John Grabe
Ronald John Grabe (* 13. června 1945 v New Yorku, New York (stát), USA) je vojenský letec a americký kosmonaut. Ve vesmíru byl čtyřikrát.

## Život

### Mládí a výcvik
V roce 1962 absolvoval střední školu Stuyvesant High School v rodném New Yorku, roky 1962 až 1966 strávil na vojenské letecké akademii USAF, poté rok na Technické univerzitě Darmstadt. V letech 1974 až 1975 absolvoval školu testovacích pilotů na Edwardsově letecké základně.
Oženil se s Lynn, rozenou O'Keele

### Voják a astronaut
Od roku 1977 sloužil jako letec na několika vojenských základnách v USA, Evropě i Vietnamu.
V roce 1980 byl přijat mezi kandidáty astronautů a později do týmu astronautů NASA. Zůstal zde do roku 1994

### Lety do vesmíru
Na oběžnou dráhu se v raketoplánech dostal čtyřikrát a strávil ve vesmíru 26 dní, 3 hodiny a 38 minut. Byl 184 člověkem ve vesmíru.
- STS-51-J Atlantis (3. října 1985 – 7. října 1985), pilot
- STS-30 Atlantis (4. května 1989 – 8. května 1989), pilot
- STS-42 Discovery (22. ledna 1992 – 30. ledna 1992), velitel
- STS-57 Endeavour (21. června 1993 – 1. července 1993), velitel